# Ежен Констан
Ежен Констан (фр. Eugène Constant, 8 січня 1901 — 22 жовтня 1970) — французький академічний веслувальник.
Срібний призер Олімпійських Ігор 1924 року в складі розпашної четвірки зі стерновим.
Бронзовий призер Чемпіонату Європи 1924 року в складі розпашної двійки зі стерновим.